# Bashkia e Çorovodës
Bashkia e Çorovodës är en kommun i Albanien.   Den ligger i prefekturen Qarku i Beratit, i den södra delen av landet, 100 kilometer söder om huvudstaden Tirana.
Omgivningarna runt Bashkia e Çorovodës är en mosaik av jordbruksmark och naturlig växtlighet.  Runt Bashkia e Çorovodës är det ganska glesbefolkat, med 27 invånare per kvadratkilometer.